# Кенан и Кел
Кенан и Кел (англ. Kenan & Kel) — американский афро-ситком о двух чикагских подростках, роли которых исполнили Кинан Томпсон и Кел Митчелл, выходивший в эфир на телевизионном канале Nickelodeon. Сериал длился 4 сезона, в общей сложности было снято 65 серий и полнометражный фильм, названный «Две головы лучше чем ни одной» (Two Heads Are Better Than None).
Идея создания шоу принадлежит Брайану Роббинсу, который увидел между молодыми актерами Кинаном Томпсоном и Келом Митчеллом отличное взаимопонимание на съёмках шоу «Всякая всячина», создателем которого в свою очередь был Кимм Басс.
Каждая серия «Кенана и Кела» начинается с исполнения рэпером Coolio композиции «Aww, Here It Goes», снятого в Нью-Йорке на фоне Унисферы в парке «Flushing Meadow Park».

## Сюжет комедии
Кенан Рокмор — ученик старшей школы, который работает в мини-гастрономе «Ригбис». Кел Кимбелл — его лучший друг, который и дня не может прожить без апельсиновой шипучки. Крис Поттер (Дэн Фишмэн) — босс Кенана в мини-гастрономе. Кенан живёт в Чикаго со своей матерью Шерил (Тил Марченд), лысым отцом Роджером (Кен Фори) и его обожаемой сестрёнкой Кайрой (Ванесса Баден). Кенан и Кел вечно попадают в неожиданные ситуации из-за безумных идей Кенана и неуклюжести Кела…

## Действующие лица

### Главные персонажи

#### Кенан Рокмор (Кинан Томпсон)
Кенан — лучший друг Кела. Кенан довольно умен, но он редко делает домашнее задание. Частенько он проводит своё время, придумывая новые авантюры, как, например, превращение гастронома, в котором он работает, в ночной клуб, или доказывает всем, что Кел обладает паранормальными способностями. Своими поступками он часто раздражает своих родителей и шефа на работе. После того, как случается какая-нибудь неприятность, Кенан задает вопрос «Почему?!», который является его отличительной чертой. В конце каждой серии Кенан придумывает новое заманчивое дело и сообщает Келу вещи, которые тот должен взять и место встречи, к примеру: «Кел, возьми овсяную кашу, серфер, отраву для тараканов и жди меня в тайном укрытии. Шевелись, бестолочь!» Эта фраза оставляет Кела в недоумении.

#### Кел Кимбелл (Кел Митчелл)
Кел является лучшим другом Кенана. В основном из-за Кела друзья попадают в разные переделки. Кел всего лишь обычный подросток, который обожает апельсиновый тоник. В каждой серии он повторяет свою характерную фразу: «Кто любит лимонад? Кел любит лимонад… Это правда? Это правда? Угу-ммм… люблю люблю люблю у у». Кел немного глуповат, но несмотря на это, он набрал 98 очков в тесте I.Q. Также у Кела есть талант художника. Родители Кела — очень занятые ученые, поэтому Кел часто посещает дом своего друга Кенана и остается ночевать. Отцу Кенана это не по душе, поскольку Кел постоянно норовит его травмировать. Несмотря на то, что Кел отказывается участвовать в затеях Кенана, так или иначе они попадают в передряги вместе. В начале и конце каждого шоу Кел произносит свою коронную фразу: «О, началось!»

#### Кайра Рокмор (Ванесса Баден)
Кайра — младшая сестра Кенана, влюблённая в Кела. Кайра часто прерывает речь Кенана словами «Я говорила с Келом!». Она не появляется в большинстве серий третьего и четвёртого сезона, даже в сценах, в которых участвует вся семья Рокморов. Но она все-таки появляется в финальном эпизоде и полнометражном фильме.

#### Роджер Рокмор (Кен Фори)
Роджер — глава семейства Рокморов, отец Кенана и Кайры. Ему не в радость ежедневные визиты Кела, поскольку обычно ни к чему хорошему они не приводят. Роджер — человек темпераментный, поэтому поведение Кела очень часто у него вызывает приступы ярости. Во многих случаях причиной этому становятся саркастичные усмешки Кела по поводу его лысины и то, что Кел постоянно норовит что-нибудь сломать в доме Рокморов и кого-нибудь покалечить. Роджер работает в местном аэропорту диспетчером. Его коронная фраза, обращённая к Келу: «Вон отсюда, сейчас же, Кел!!!»

#### Шерилл Рокмор (Тил Марченд)
Шерилл — мать Кенана и Кайры. Шерилл можно назвать доброй женщиной, которая относится к Келу намного лучше, чем её муж Роджер. Шерилл больше слушает, чем говорит, редко когда обсуждает с Кенаном проблемы, которые его волнуют, однако в некоторых сериях показывает свой гнев.

#### Крис Поттер (Дэн Фришмен)
Крис является владельцем небольшого гастронома Ригби’с и боссом Кенана. Он живёт вместе с матерью, которая, несмотря на частое упоминания о ней Крисом, ни разу не появляется в шоу. Кенан и Кел очень часто доставляют проблемы Крису. Его часто мучает ночной кошмар в котором его преследует гигантский кролик, это показано в серии первого сезона «Mental Kel Epathy».

### Другие персонажи
Шарла Мориссон (Алексис Филдс)
Шарла появилась в шоу в начале третьего сезона как новый служащий Rigby’s. Крис нанял её, поскольку посчитал, что Кенан не в состоянии справится с работой самостоятельно. На работе Шарла влюбилась в Кенана, но он так этого и не понял, пока она сама не призналась. Кенан и Шарла понимают что любят друг друга только по завершении школы. Однако в дальнейшем их любви внимание не уделяется, хотя в последнем сезоне шоу у Кенана и Шарлы было свидание.
Миссис Куэкмайр (Doreen Weese)
Этель Куэкмайр — старенькая покупательница магазина Rigby’s, весёлая и добродушная, однако во многих случаях позволяющая себе ударить Криса за неподобающее, по её мнению, поведение с ней. Начиная с третьего сезона персонаж не появлялся в шоу.
Марк Крам (Бьяджо Мессина)
Марк появляется в третьем сезоне, и предстает перед нами как алчный коллекционер часов. Он также живёт вместе со своими родителями, и отличается от других персонажей своим необычным говором. Также его имя является палиндромом.

### Специальные гости
Рон Харпер, баскетболист НБА, в то время защищавший цвета Chicago Bulls, играл роль самого себя. Он зашёл в магазинчик Криса Ригби и получил травму, поскользнувшись на лужице апельсиновой шипучки, пролитой Келом.
Билл Беллами, а также исполнительница RnB Tamia также появлялись в шоу также в роли самих себя.
Бритни Спирс и Дэвид Алан Грайер играли роль самих себя в серии «Кажется, мы в Голливуде!» (Aw, Here It Goes To Hollywood). Кенан и Кел планировали провести каникулы в неком европейском городке Амстербург с родителями Кенана, но по ошибке сели не в тот самолет и оказались в Голливуде. Там они встретились с Бритни Спирс, Дэвидом Алан Грайер и в итоге появились на шоу Джули Браун. Кел случайно попал к Бритни в гримерку и, притворившись стилистом по прическам, сотворил на голове Бритни безобразную шевелюру.
Ронделл Шеридан, также известный по роли Андре в другом сериале Никелодеона «Кузен Скитер», играл роль полицейского, похожего на Кенана.